# Адміністративний поділ РРФСР

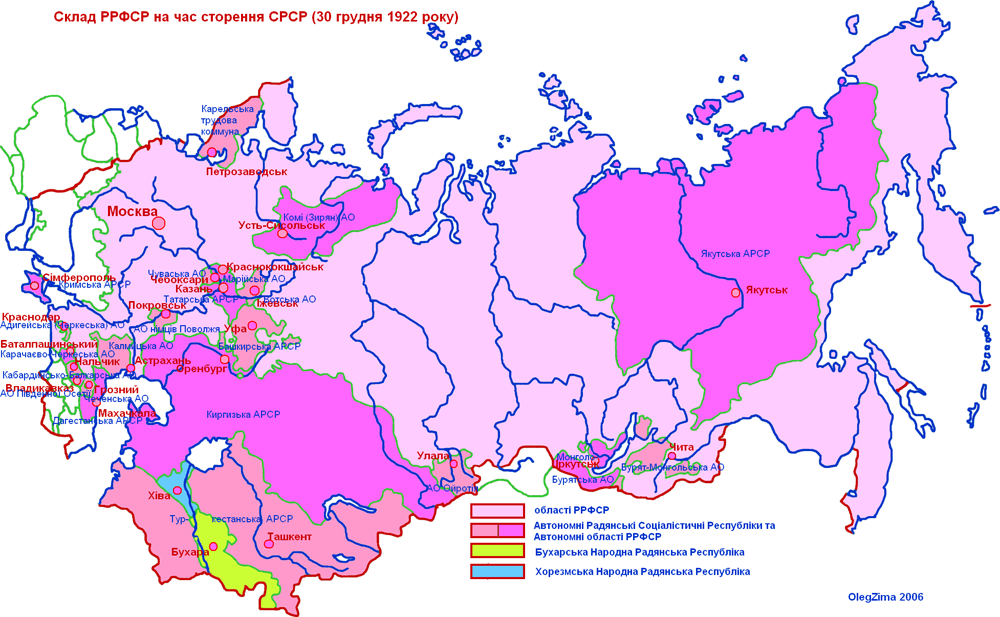
Склад РРФСР у 1922

Під кінець свого існування РРФСР поділялася на 16 автономних республік, 6 краївалл
Кл, 49 областей, 5 автономних областей, 10 автономних округів.

## Територія РРФСР порівняно з Російською імперією

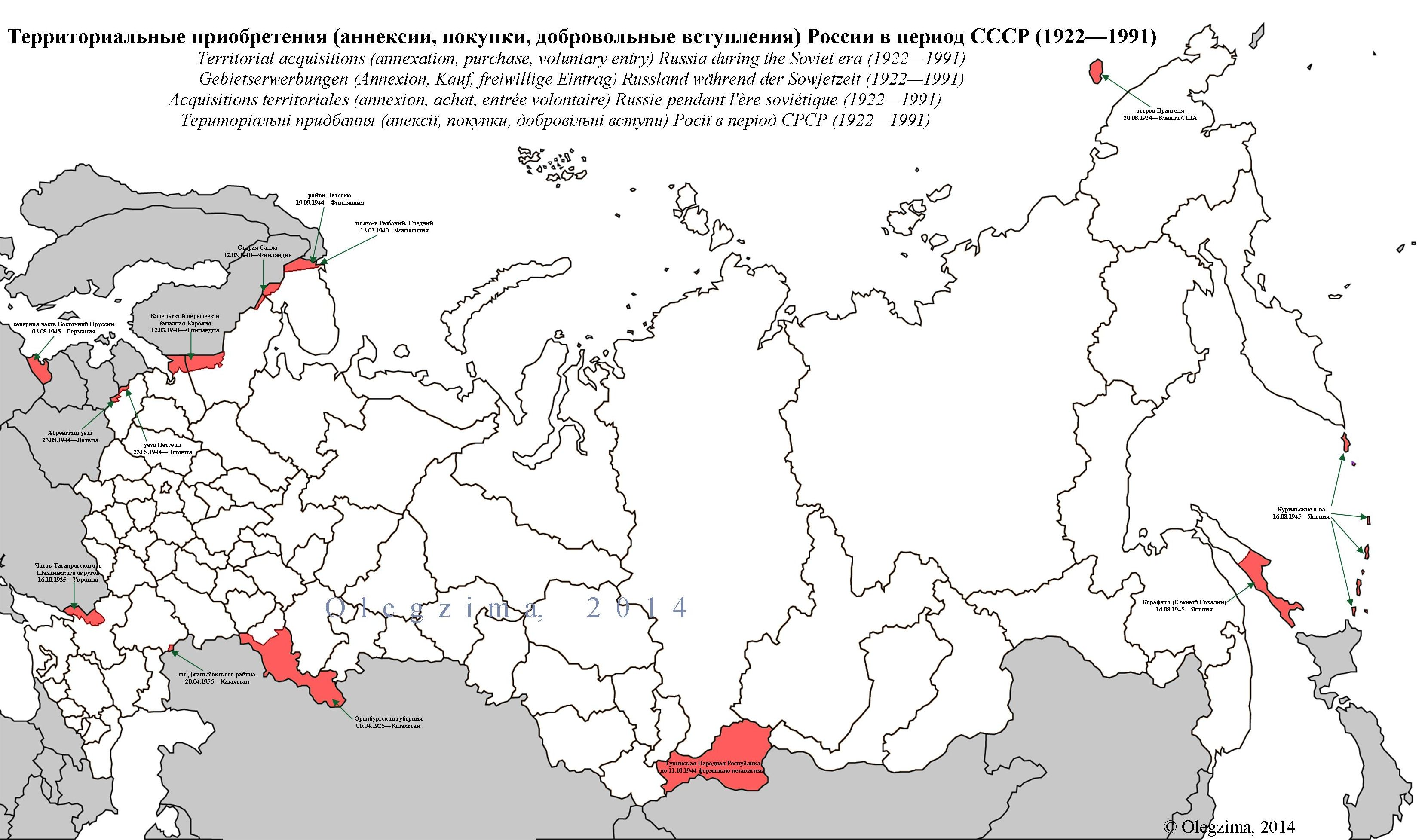
Територіальні надбання РРФСР у 1922—1991 роках

РРФСР у 1917–1922 отримала більшу частину території колишньої Російської імперії окрім наступних:
- за декретом про незалежність Фінляндії (18 грудня 1917) перейшли до Фінляндії — губернії колишнього Фінляндського генерал-губернаторства (столиця — Гельсінкі (Гельсінгфорс))
- губернії Варшавського генерал-губернаторства (столиця — Варшава) та інші території колишньої Російської імперії, що ввійшли у Польську Республіку у 1917–1920 роках:
  - Холмська губернія,
  - більша частина Гродненської губернії
  - західні частини Мінської та Волинської
  - південні та східні частини Вільненської губернії
- губернії, на території яких були утворені прибалтійські держави:
  - Литва (столиця — Вільнюс, потім — Каунас): Ковенська губернія, північні та західні частини Вільненської губернії
  - Латвія (столиця — Рига): Курляндська губернія (центр — Мітава), південні та центральні частини Ліфляндської (центр — Рига), західні частини Вітебської та Псковської губерній
  - Естонія (столиця — Таллінн): Естляндська губернія (центр — Ревель (Таллінн)), північна частина Ліфляндської, північний захід Псковської губернії
- губернії УНР (столиця — Київ):
  - Київська
  - Подільська
  - Катеринославська
  - Таврійська
  - Полтавська
  - Харківська
  - Херсонська
  - Чернігівська
  - східна частина Волинської губернії
- губернії БРСР (столиця — Мінськ):
  - східна частина Мінської губернії
  - західна — Могилівської
  - південь — Вітебської губернії
- губернії та області закавказьких республік (Азербайджан, Вірменія, Грузія)
  - Бакинська
  - Єлизаветпольська
  - Кутаїська
  - Тифліська
  - Ериванська
  - Карська область
  - Батумська область
  - Закатальський самостійний округ
  - Сухумський самостійний округ
- губернії, що відійшли до Туреччини:
  - більша частина Карської області
  - південна частина Батумської області
  - західна — Ериванської губернії
- губернії, що були окуповані Румунією:
  - Бессарабська губернія

## Адміністративний поділ на1939рік
| №п/п               | Регіон суб'єкт РРФСР            | Площа (км²) | Населення 1939 рік | Центр                       | Склад                                                       | Докладніше |
| АРСР               |                                 |             |                    |                             |                                                             |            |
| 1                  | Башкірська                      | 143 600     | 3 158 969          | Уфа                         |                                                             | докладніше |
| 2                  | Бурят-Монгольська               | 351 300     | 545 766            | Улан-Уде                    |                                                             | докладніше |
| 3                  | Дагестанська                    | 50 300      | 930 416            | Махачкала                   |                                                             | докладніше |
| 4                  | Кабардино-Балкарська            | 12 500      | 359 219            | Нальчик                     |                                                             | докладніше |
| 5                  | Калмицька                       | 76 100      | 220 684            | Еліста                      |                                                             | докладніше |
| 6                  | Карельська                      | 153 100     | 468 898            | Петрозаводськ               |                                                             | докладніше |
| 7                  | Комі                            | 415 900     | 318 996            | Сиктивкар                   |                                                             | докладніше |
| 8                  | Кримська                        | 27 000      | 1 126 429          | Сімферополь                 |                                                             | докладніше |
| 9                  | Марійська                       | 23 200      | 579 610            | Йошкар-Ола                  |                                                             | докладніше |
| 10                 | Мордовська                      | 26 200      | 1 188 004          | Саранськ                    |                                                             | докладніше |
| 11                 | Німців Поволжя                  | 28 800      | 606 532            | Покровськ                   |                                                             | докладніше |
| 12                 | Північно-Осетинська             | 8 000       | 329 205            | Орджонікідзе                |                                                             | докладніше |
| 13                 | Татарська                       | 68 000      | 2 915 277          | Казань                      |                                                             | докладніше |
| 14                 | Удмуртська                      | 42 100      | 1 219 350          | Іжевськ                     |                                                             | докладніше |
| 15                 | Чечено-Інгуська                 | 19 300      | 697 009            | Грозний                     |                                                             | докладніше |
| 16                 | Чуваська                        | 18 300      | 1 076 810          | Чебоксари                   |                                                             | докладніше |
| 17                 | Якутська                        | 3 103 200   | 413 198            | Якутськ                     |                                                             | докладніше |
| Краї               |                                 |             |                    |                             |                                                             |            |
| 1                  | Алтайський                      | 293 200     | 2 498 597          | Барнаул                     |                                                             | докладніше |
| 2                  | Краснодарський                  | 83 600      | 3 172 674          | Краснодар                   |                                                             | докладніше |
| 3                  | Красноярський                   | 2 401 600   | 1 960 524          | Красноярськ                 |                                                             | докладніше |
| 4                  | Орджонікідзевський              | 80 600      | 1 950 887          | Ворошиловськ                |                                                             | докладніше |
| 5                  | Приморський                     | 165 900     | 906 805            | Владивосток                 |                                                             | докладніше |
| 6                  | Хабаровський                    | 2 857 700   | 1 459 729          | Хабаровськ                  |                                                             | докладніше |
| Область            |                                 |             |                    |                             |                                                             |            |
| 1                  | Амурська                        | 318 200     | 448 259            | Благовєщенськ               |                                                             | докладніше |
| 2                  | Архангельська                   | 587 400     | 1 216 730          | Архангельськ                |                                                             | докладніше |
| 3                  | Вологодська                     | 181 700     | 1 661 285          | Вологда                     |                                                             | докладніше |
| 4                  | Воронезька                      | 67 700      | 3 551 329          | Воронеж                     |                                                             | докладніше |
| 5                  | Горьківська                     | 92 700      | 3 869 887          | Горький                     |                                                             | докладніше |
| 6                  | Івановська                      | 41 500      | 2 649 429          | Іваново                     |                                                             | докладніше |
| 7                  | Іркутська                       | 767 900     | 1 303 997          | Іркутськ                    |                                                             | докладніше |
| 8                  | Калінінська                     | 150 500     | 3 213 139          | Калінін                     |                                                             | докладніше |
| 9                  | Камчатська                      | 1 210 000   | 132 799            | Петропавловськ-Камчатський  |                                                             | докладніше |
| 10                 | Кіровська                       | 120 800     | 2 226 193          | Кіров                       |                                                             | докладніше |
| 11                 | Куйбишевська                    | 90 900      | 2 766 436          | Куйбишев                    |                                                             | докладніше |
| 12                 | Курська                         | 51 300      | 3 143 067          | Курськ                      |                                                             | докладніше |
| 13                 | Ленінградська                   | 117 400     | 6 432 052          | Ленінград                   |                                                             | докладніше |
| 14                 | Московська                      | 70 600      | 8 917 311          | Москва                      |                                                             | докладніше |
| 15                 | Молотовська                     | 160 600     | 2 087 518          | Молотов                     |                                                             | докладніше |
| 16                 | Мурманська                      | 144 600     | 291 178            | Мурманськ                   |                                                             | докладніше |
| 17                 | Нижньо-Амурська                 | 50 000      | 98 480             | Миколаївськ-на-Амурі        |                                                             | докладніше |
| 18                 | Новосибірська                   | 559 100     | 4 050 260          | Новосибірськ                |                                                             | докладніше |
| 19                 | Омська                          | 1 574 900   | 2 378 410          | Омськ                       |                                                             | докладніше |
| 20                 | Орловська                       | 72 800      | 3 532 713          | Орел                        |                                                             | докладніше |
| 21                 | Пензенська                      | 43 200      | 1 710 517          | Пенза                       |                                                             | докладніше |
| 22                 | Ростовська                      | 100 800     | 2 892 580          | Ростов-на-Дону              |                                                             | докладніше |
| 23                 | Рязанська                       | 46 800      | 2 267 908          | Рязань                      |                                                             | докладніше |
| 24                 | Саратовська                     | 116 700     | 1 798 514          | Саратов                     |                                                             | докладніше |
| 25                 | Сахалінська                     | 43 500      | 99 925             | Олександрівськ-Сахалінський |                                                             | докладніше |
| 26                 | Сверловська                     | 194 800     | 2 511 309          | Свердловськ                 |                                                             | докладніше |
| 27                 | Смоленська                      | 58 700      | 2 686 029          | Смоленськ                   |                                                             | докладніше |
| 28                 | Сталінградська                  | 126 200     | 2 288 139          | Сталінград                  |                                                             | докладніше |
| 29                 | Тамбовська                      | 34 300      | 1 877 900          | Тамбов                      |                                                             | докладніше |
| 30                 | Тульська                        | 28 700      | 2 048 695          | Тула                        |                                                             | докладніше |
| 31                 | Уссурійська                     | 42 000      | 438 947            | Ворошилов                   |                                                             | докладніше |
| 32                 | Челябінська                     | 158 900     | 2 801 853          | Челябінськ                  |                                                             | докладніше |
| 33                 | Читинська                       | 477 700     | 1 158 574          | Чита                        |                                                             | докладніше |
| 34                 | Чкаловська                      | 124 000     | 1 676 668          | Чкалов                      |                                                             | докладніше |
| 35                 | Ярославська                     | 42 400      | 2 284 255          | Ярославль                   |                                                             | докладніше |
| Автономна область  |                                 |             |                    |                             |                                                             |            |
| 1                  | Адигейська                      | 7 600       | 241 799            | Майкоп                      |                                                             | докладніше |
| 2                  | Єврейська                       | 36 000      | 108 938            | Біробіджан                  |                                                             | докладніше |
| 3                  | Карачаєвська                    | 9 000       | 150 303            | Єжово-Черкеськ              |                                                             | докладніше |
| 4                  | Ойротська                       | 92 600      | 162 179            | Ойрот-Тура                  |                                                             | докладніше |
| 5                  | Хакаська                        | 61 900      | 272 730            | Абакан                      |                                                             | докладніше |
| 6                  | Черкеська                       | 5 100       | 92 898             | Єжово-Черкеськ              |                                                             | докладніше |
| Національний округ |                                 |             |                    |                             |                                                             |            |
| 1                  | Евенкійський                    | 767 600     | 9 460              | Тура                        |                                                             | докладніше |
| 2                  | Коряцький                       | 301 500     | 25 160             | Палана                      |                                                             | докладніше |
| 3                  | Ненецький                       | 176 700     | 47 617             | Нар'ян-Мар                  |                                                             | докладніше |
| 4                  | Таймирський (Долгано-Ненецький) | 862 100     | 28 711             | Дудинка                     |                                                             | докладніше |
| 5                  | Остяко-Вогульський              | 523 100     | 93 274             | Самарове                    |                                                             | докладніше |
| 6                  | Чукотський                      | 737 700     | 21 524             | Анадир                      |                                                             | докладніше |
| 7                  | Ямало-Ненецький                 | 750 300     | 45 840             | Салехард                    |                                                             | докладніше |
|                    | Разом                           | 16 855 100  | 109 397 463        | Москва                      | 17 АРСР, 6 АО, 7 національних округів, 6 країв, 35 областей |            |

Площа деяких регіонів наведена приблизно. 

## Адміністративний поділ на1987рік
| №п/п              | Регіон суб'єкт РРФСР            | Площа (км²) | Населення 1987 рік | Центр                      | Склад                                                      | Докладніше |
| АРСР              |                                 |             |                    |                            |                                                            |            |
| 1                 | Башкірська                      | 143 600     | 3 895 000          | Уфа                        | 54 райони і 17 міст                                        | докладніше |
| 2                 | Бурятська                       | 351 300     | 1 030 000          | Улан-Уде                   | 20 районів і 2 міста                                       | докладніше |
| 3                 | Дагестанська                    | 50 300      | 1 768 000          | Махачкала                  | 39 районів і 8 міст                                        | докладніше |
| 4                 | Кабардино-Балкарська            | 12 500      | 732 000            | Нальчик                    | 8 районів і 2 міста                                        | докладніше |
| 5                 | Калмицька                       | 76 100      | 329 000            | Еліста                     | 13 районів і 1 місто                                       | докладніше |
| 6                 | Карельська                      | 172 400     | 795 000            | Петрозаводськ              | 15 районів і 7 міст                                        | докладніше |
| 7                 | Комі                            | 415 900     | 1 247 000          | Сиктивкар                  | 16 районів і 8 міст                                        | докладніше |
| 8                 | Марійська                       | 23 200      | 739 000            | Йошкар-Ола                 | 14 районів і 3 міста                                       | докладніше |
| 9                 | Мордовська                      | 26 200      | 964 000            | Саранськ                   | 21 район і 3 міста                                         | докладніше |
| 10                | Північно-Осетинська             | 8 000       | 619 000            | Орджонікідзе               | 8 районів і 1 місто                                        | докладніше |
| 11                | Татарська                       | 68 000      | 3 568 000          | Казань                     | 39 районів і 14 міст                                       | докладніше |
| 12                | Тувінська                       | 170 500     | 289 000            | Кизил                      | 14 районів і 2 міста                                       | докладніше |
| 13                | Удмуртська                      | 42 100      | 1 587 000          | Іжевськ                    | 25 районів і 5 міст                                        | докладніше |
| 14                | Чечено-Інгуська                 | 19 300      | 1 235 000          | Грозний                    | 14 районів і 5 міст                                        | докладніше |
| 15                | Чуваська                        | 18 300      | 1 330 000          | Чебоксари                  | 21 район і 5 міст                                          | докладніше |
| 16                | Якутська                        | 3 103 200   | 1 034 000          | Якутськ                    | 32 райони і 5 міст                                         | докладніше |
| Край              |                                 |             |                    |                            |                                                            |            |
| 1                 | Алтайський                      | 261 700     | 2 777 000          | Барнаул                    | 67 районів і 12 міст                                       | докладніше |
| 2                 | Краснодарський                  | 83 600      | 5 051 000          | Краснодар                  | 45 районів і 28 міст                                       | докладніше |
| 3                 | Красноярський                   | 2 401 600   | 3 520 000          | Красноярськ                | 56 районів і 27 міст                                       | докладніше |
| 4                 | Приморський                     | 165 900     | 2 189 000          | Владивосток                | 25 районів і 9 міст                                        | докладніше |
| 5                 | Ставропольський                 | 80 600      | 2 778 000          | Ставрополь                 | 34 райони і 22 міста                                       | докладніше |
| 6                 | Хабаровський                    | 824 600     | 1 794 000          | Хабаровськ                 | 22 райони і 9 міст                                         | докладніше |
| Області           |                                 |             |                    |                            |                                                            |            |
| 1                 | Амурська                        | 363 700     | 1 053 000          | Благовещенськ              | 20 районів і 7 міст                                        | докладніше |
| 2                 | Архангельська                   | 587 400     | 1 554 000          | Архангельськ               | 19 районів і 8 міст                                        | докладніше |
| 3                 | Астраханська                    | 44 100      | 992 000            | Астрахань                  | 11 районів і 3 міста                                       | докладніше |
| 4                 | Бєлгородська                    | 27 100      | 1 346 000          | Бєлгород                   | 18 районів і 6 міст                                        | докладніше |
| 5                 | Брянська                        | 34 900      | 1 473 000          | Брянськ                    | 26 районів і 5 міст                                        | докладніше |
| 6                 | Волгоградська                   | 113 900     | 2 564 000          | Волгоград                  | 33 райони і 6 міст                                         | докладніше |
| 7                 | Вологодська                     | 145 700     | 1 355 000          | Вологда                    | 26 районів і 4 міста                                       | докладніше |
| 8                 | Володимирська                   | 29 000      | 1 638 000          | Володимир                  | 16 районів і 10 міст                                       | докладніше |
| 9                 | Воронезька                      | 52 400      | 2 459 000          | Вороніж                    | 32 райони і 7 міст                                         | докладніше |
| 10                | Горьківська                     | 74 800      | 3 688 000          | Горький                    | 47 районів і 12 міст                                       | докладніше |
| 11                | Івановська                      | 23 900      | 1 321 000          | Іваново                    | 22 райони і 6 міст                                         | докладніше |
| 12                | Іркутська                       | 767 900     | 2 784 000          | Іркутськ                   | 30 районів і 14 міст                                       | докладніше |
| 13                | Калінінградська                 | 15 100      | 857 000            | Калінінград                | 13 районів і 6 міст                                        | докладніше |
| 14                | Калінінська                     | 84 100      | 1 651 000          | Калінін                    | 36 районів і 12 міст                                       | докладніше |
| 15                | Калузька                        | 29 900      | 1 041 000          | Калуга                     | 24 райони і 4 міста                                        | докладніше |
| 16                | Камчатська                      | 472 300     | 443 000            | Петропавловськ-Камчатський | 11 районів і 3 міста                                       | докладніше |
| 17                | Кемеровська                     | 95 500      | 3 152 000          | Кемерово                   | 19 районів і 18 міст                                       | докладніше |
| 18                | Кіровська                       | 120 800     | 1 675 000          | Кіров                      | 39 районів і 5 міст                                        | докладніше |
| 19                | Костромська                     | 60 100      | 799 000            | Кострома                   | 24 райони і 8 міст                                         | докладніше |
| 20                | Куйбишевська                    | 53 600      | 3 264 000          | Куйбишев                   | 25 районів і 10 міст                                       | докладніше |
| 21                | Курганська                      | 71 000      | 1 112 000          | Курган                     | 23 райони і 2 міста                                        | докладніше |
| 22                | Курська                         | 29 800      | 1 329 000          | Курськ                     | 28 районів і 5 міст                                        | докладніше |
| 23                | Ленінградська                   | 85 900      | 6 603 000          | Ленінград                  | 17 районів і 20 міст                                       | докладніше |
| 24                | Липецька                        | 24 100      | 1 218 000          | Липецьк                    | 18 районів і 2 міста                                       | докладніше |
| 25                | Магаданська                     | 1 199 100   | 550 000            | Магадан                    | 16 районів і 2 міста                                       | докладніше |
| 26                | Московська                      | 47 000      | 15 396 000         | Москва                     | 39 районів і 56 міст                                       | докладніше |
| 27                | Мурманська                      | 144 900     | 1 118 000          | Мурманськ                  | 5 районів і 13 міст                                        | докладніше |
| 28                | Новгородська                    | 55 300      | 752 000            | Новгород                   | 21 район і 3 міста                                         | докладніше |
| 29                | Новосибірська                   | 178 200     | 2 770 000          | Новосибірськ               | 30 районів і 7 міст                                        | докладніше |
| 30                | Омська                          | 139 700     | 2 088 000          | Омськ                      | 31 район і 6 міст                                          | докладніше |
| 31                | Оренбурзька                     | 124 000     | 2 165 000          | Оренбург                   | 35 районів і 12 міст                                       | докладніше |
| 32                | Орловська                       | 24 700      | 863 000            | Орел                       | 23 райони і 3 міста                                        | докладніше |
| 33                | Пензенська                      | 43 200      | 1 495 000          | Пенза                      | 28 районів і 5 міст                                        | докладніше |
| 34                | Пермська                        | 160 600     | 3 071 000          | Перм                       | 37 райони і 14 міст                                        | докладніше |
| 35                | Псковська                       | 55 300      | 845 000            | Псков                      | 24 райони і 2 міста                                        | докладніше |
| 36                | Ростовська                      | 100 800     | 4 290 000          | Ростов-на-Дону             | 42 райони і 16 міст                                        | докладніше |
| 37                | Рязанська                       | 39 600      | 1 312 000          | Рязань                     | 25 районів і 4 міста                                       | докладніше |
| 38                | Саратовська                     | 100 200     | 2 646 000          | Саратов                    | 38 районів і 13 міст                                       | докладніше |
| 39                | Сахалінська                     | 87 100      | 709 000            | Южно-Сахалінськ            | 17 районів і 9 міст                                        | докладніше |
| 40                | Свердловська                    | 194 800     | 4 703 000          | Свердловськ                | 30 районів і 34 міста                                      | докладніше |
| 41                | Смоленська                      | 49 800      | 1 149 000          | Смоленськ                  | 25 районів і 2 міста                                       | докладніше |
| 42                | Тамбовська                      | 34 300      | 1 309 000          | Тамбов                     | 23 районів і 7 міст                                        | докладніше |
| 43                | Томська                         | 316 900     | 983 000            | Томськ                     | 16 районів і 6 міст                                        | докладніше |
| 44                | Тульська                        | 25 700      | 1 863 000          | Тула                       | 23 районів і 9 міст                                        | докладніше |
| 45                | Тюменська                       | 1 435 200   | 2 837 000          | Тюмень                     | 38 районів і 26 міст                                       | докладніше |
| 46                | Ульяновська                     | 37 300      | 1 354 000          | Ульяновськ                 | 20 районів і 3 міста                                       | докладніше |
| 47                | Челябінська                     | 87 900      | 3 583 000          | Челябінськ                 | 24 райони і 23 міста                                       | докладніше |
| 48                | Читинська                       | 431 500     | 1 361 000          | Чита                       | 31 район і 5 міст                                          | докладніше |
| 49                | Ярославська                     | 36 400      | 1 458 000          | Ярославль                  | 17 районів і 6 міст                                        | докладніше |
| Автономні округи  |                                 |             |                    |                            |                                                            |            |
| 1                 | Агінський Бурятський            | 19 000      | 78 000             | Агінське                   | 3 райони                                                   | докладніше |
| 2                 | Евенкійський                    | 767 600     | 22 000             | Тура                       | 3 райони                                                   | докладніше |
| 3                 | Комі-Перм'яцький                | 32 900      | 161 000            | Кудимкар                   | 6 районів                                                  | докладніше |
| 4                 | Коряцький                       | 301 500     | 40 000             | Палана                     | 4 райони                                                   | докладніше |
| 5                 | Ненецький                       | 176 700     | 54 000             | Нар'ян-Мар                 | 1 місто                                                    | докладніше |
| 6                 | Таймирський (Долгано-Ненецький) | 862 100     | 55 000             | Дудинка                    | 3 райони і 1 місто                                         | докладніше |
| 7                 | Усть-Ординський Бурятський      | 22 400      | 129 000            | Усть-Ординський            | 6 районів                                                  | докладніше |
| 8                 | Ханти-Мансійський               | 523 100     | 1 125 000          | Ханти-Мансійськ            | 8 районів і 10 міст                                        | докладніше |
| 9                 | Чукотський                      | 737 700     | 157 000            | Анадир                     | 8 районів і 1 місто                                        | докладніше |
| 10                | Ямало-Ненецький                 | 750 300     | 430 000            | Салехард                   | 7 районів і 7 міст                                         | докладніше |
| Автономні області |                                 |             |                    |                            |                                                            |            |
| 1                 | Адигейська                      | 7 600       | 426 000            | Майкоп                     | 7 районів і 2 міста                                        | докладніше |
| 2                 | Горно-Алтайська                 | 92 600      | 180 000            | Горно-Алтайськ             | 9 районів і 1 місто                                        | докладніше |
| 3                 | Єврейська                       | 36 000      | 216 000            | Біробіджан                 | 5 районів і 1 місто                                        | докладніше |
| 4                 | Карачаєво-Черкеська             | 14 100      | 402 000            | Черкеськ                   | 8 районів і 2 міста                                        | докладніше |
| 5                 | Хакаська                        | 61 900      | 555 000            | Абакан                     | 8 районів і 3 міста                                        | докладніше |
|                   | Разом                           | 17 075 400  | 145 311 000        | Москва                     | 16 АРСР, 5 АО, 10 автономних округів, 6 країв, 49 областей |            |

## Зауваження
- На території РРФСР було 11 економічних районів